# Карл Томас, князь Лёвенштейн-Вертгейм-Рошфор
Карл Томас, 3-й князь Левенштайн-Вертхайм-Рошфор (нем. Karl Thomas Fürst zu Löwenstein-Wertheim-Rochefort; 7 марта 1714, Аугсбург — 6 июня 1789, Клайнхойбах) — 3-й князь Лёвенштейн-Вертгейм-Рошфор (11 марта 1738 — 6 июня 1789).

## Биография
Родился 7 марта 1714 года в Аугсбурге. Второй ребёнок и старший сын Доминика Маркварда, 2-го князя Левенштейн-Вертгейм-Рошфора (1690—1735), и его супруги, Кристины Франциски Марии Гессен-Ванфридской (1688—1728), дочери Карла, ландграфа Гессен-Ванфридского и его второй жены, графини Юлианы Александрины Лейнинген-Дагсбургской.
Карл Томас учился в Праге и Париже. С 1735 года он был членом-корреспондентом Французской академии. В течение своей жизни он собрал большую библиотеку. В 1754 году князь Карл Томас стал членом Леопольдины.
4 мая 1758 года князь Карл Томас Лёвенштейн-Вертгейм-Рошфор получил чин генерал-лейтенанта, а 31 декабря 1769 года ему было пожаловано звание лейтенант-фельдмаршала императорской армии.
6 июня 1789 года после смерти 75-летнего Карла Томаса Лёвенштейна-Вертгейм-Рошфора княжеский титул унаследовал его племянник, Доминик Константин (1762—1814), сын его младшего брата, принца Теодора Александра Лёвенштейн-Вертгейм-Рошфора (1722—1780).

## Семья
7 июля 1736 года в Вене Карл Томас Лёвенштейн-Вертгейм-Рошфор первым браком женился на принцессе Марии Шарлотте Гольштейн-Визенбургской (18 февраля 1718 — 6 июня 1765), дочери Леопольда, герцога Шлезвиг-Гольштейн-Зондербург-Визенбургского (1674—1744). У супругов была единственная дочь:
- Принцесса Леопольдина Каролина Лёвенштейн-Вертгейм-Рошфор (28 декабря 1739 — 9 июня 1765), муж с 1761 года её кузен, Карл Альбрехт Христиан, князь Гогенлоэ-Вальденбург-Шиллингсфюрст (1742—1796)

4 февраля 1770 года вторично женился морганатическим браком на Марии Анне Жозефине (23 апреля 1735 — 5 марта 1799), дочери Георга фон Штипплина. Второй брак был бездетным.